# D'Arcy Boulton
D'Arcy Jonathan Dacre Boulton, dit D'Arcy Boulton (né le 19 avril 1946 à Toronto) est un historien médiéviste canadien, spécialiste des ordres de chevalerie et d'héraldique.

## Formation et carrière
Fils du peintre canadien Dacre Fiennes Boulton (1906-1984), D'Arcy Boulton, après avoir obtenu un baccalauréat ès arts à l'Université de Trinity College à Toronto et une maîtrise en lettres à l'Université de Pennsylvanie à Philadelphie aux États-Unis, achève sa formation en histoire à l'Université d'Oxford en 1976, puis à l'Université de Pennsylvanie où il obtient un doctorat en 1978 avec sa thèse Dominical titles of dignity in France, 1223-1515 : a study of the formalization and hierarchization of status in the upper nobility in the later Middle Ages. Il est professeur d'histoire médiévale à l'Université Notre-Dame-du-Lac à South Bend dans l'Indiana, à partir de 1985.
Boulton est membre de l'Académie internationale d'héraldique (AIH) ; en 1993, il a été élu fellow (associé) de la Société royale héraldique du Canada (RHSC), ; il a créé et dessiné ses propres armoiries. En 2007, il est élu membre de la Société des antiquaires de Londres.

## Publications (sélection)
- The Knights of the crown: the monarchical orders of knighthood in later medieval Europe : 1325-1520, Woodbridge, Boydell press, 1987, 540 p.[7],[8] (2e édition complétée, 2000 Lire en ligne).
- « The Treatise on Armory in Christine de Pizan's Livre des Fais d'Armes det de Chevalerie and its place in the Tradition of Heraldic Didacticism », dans Contexts and Continuities: Proceedings of the IVth International Colloquium on Christine de Pizan, éd. A. J. Kennedy et al., 2002, vol. 1, p. 87–98.
- « Henry VII and Henry VIII », dans Princes and Princely Culture 1450-1650, Leyde, Brill, 2005, p. 129-190 Lire en ligne.
- Avec Jan R. Veenstra : The Ideology of Burgundy: Fashioning a 'National' Identity in the Literary, Political and Historical Vernacular, Leyde, Brill, 2006 (collection : Brill's studies in intellectual history), 300 p.  (ISBN 978-90-04-15359-2) Lire en ligne[9],[10].
- « The Curial Orders of Knighthood of the Confraternal Type: Their Changing Forms, Functions, and Values in the Eyes of Contemporaries 1325-2006 » dans Guy Stair Sainty et Rafal Heydel-Mankoo, World Orders of Knighthood and Merit, Delaware, 2006  (ISBN 0-9711966-7-2), vol. I, p. 229-232.
- « Le symbolisme attribué aux couleurs héraldiques dans les traités de blason des XIVe, XVe, et XVIe siècles », dans Le Moyen français : revue d'études linguistiques et littéraires, vol. 60/61, 2007, p. 63-88 Aperçu en ligne.
- « Arms and Multiple Identities: Changing Patterns in the Representation of Two or More of the Identities of a Single Armiger in Different Regions, c.1140 - c.1520 », dans Genealogica und Heraldica. Identität in Genealogie und Heraldik. XXIX. Internationaler Kongress der Genealogischen und Heraldischen Wissenschaften, Stuttgart, 2012, p. 116-139.